# Rachel Lang
Pour les articles homonymes, voir Lang.
Rachel Lang est une scénariste et réalisatrice française, née en 1984 à Strasbourg.

## Biographie
Après des études de philosophie à l'université Marc Bloch de Strasbourg, Rachel Lang intègre l'Institut des arts de diffusion (IAD) à Louvain-la-Neuve (Belgique).
Elle reçoit en 2010 le Léopard d'argent du festival de Locarno avec son film de fin d'étude Pour toi je ferai bataille. Celui-ci est sélectionné dans plus de 50 festivals internationaux. Son deuxième court-métrage, Les navets blancs empêchent de dormir, remporte le prix Ingmar Bergman à Uppsala et le Swann d'or du festival de Cabourg en 2012.
Baden Baden,, son premier long-métrage, met en scène la même comédienne principale que dans ses courts : Salomé Richard. Outre son actrice fétiche, elle y dirige notamment Claude Gensac, Swann Arlaud et Zabou Breitman. Le film est sélectionné à Angers et à Berlin en 2016.
En 2021, son deuxième long métrage, Mon légionnaire fait sa première mondiale en clôture de la Quinzaine des réalisateurs avant de sortir en salles.

## Filmographie
Sauf indication contraire, les informations mentionnées dans cette section peuvent être confirmées par les bases de données cinématographiques IMDb et Allociné,  présentes dans la section « Liens externes ».
- 2010 : Pour toi je ferai bataille (court métrage)[7],[2]
- 2011 : Les navets blancs empêchent de dormir (court métrage)
- 2014 : Zino (documentaire)
- 2016 : Baden Baden[6]
- 2021 : Mon légionnaire
- 2026 : Mata[8]

## Distinctions
Sauf indication contraire, les informations mentionnées dans cette section peuvent être confirmées par les bases de données cinématographiques IMDb et Allociné,  présentes dans la section « Liens externes ».

### Récompenses
Pour toi je ferai bataille :
- Pardino d'argento, Locarno Festival[9]
- Prix de la Deux & Prix de l’image numérique, FIFF, Namur
- Grand Prix international du festival international de Hambourg
- Grand Prix national, Festival International des Ecoles de Cinema, Huy (Belgique)

Les navets blancs empêchent de dormir :
- Prix du Jury au 13e festival international de courts de Belo Horizonte, Brésil
- Prix Ingmar Bergman au 30e festival du court-métrage d’Uppsala
- 2e prix du Jury au festival Silence, on court !
- Grand prix du court métrage (Swann d’or) au 26° Festival du film romantique de Cabourg

Baden Baden :
- Best Fiction Film, Crossing Europe film festival[10]
- Critic award D’A Barcelona International Auteur Film Festival[11]
- Festival francophone de Tübingen/Stuttgart: Prix de Stuttgart du meilleur scénario[12]
- Magritte du cinéma: meilleur espoir féminin Salomé Richard[13]

Mon légionnaire:
- Festival du film francophone d'Angoulême 2021 : Valois du scénario [14]
- Festival international du film francophone de Namur 2021 : Bayard du scénario et Prix de la Critique

### Nominations et sélections
Pour toi je ferai bataille :
- Festival del Film Locarno
- Rio de Janeiro International Short film festival
- Festival du Film Francophone de Tübingen-Stuttgart
- International Kurzfilmtage Winterthur
- Festival International des Ecoles de Cinema, Huy
- Glasgow Film Festival
- Festival Premiers Plans d'Angers
- Magritte du cinéma
- RIFF, Rome
- Los Angeles Film Festival
- International Film Festival, Monterrey

Les navets blancs empêchent de dormir :
- Festival international du film francophone de Namur
- festival international de courts de Belo Horizonte Brésil
- Festival du court-métrage de Namur
- European First film festival - Premiers Plans d’Angers
- Glasgow Short Film Festival
- Go Short International film festival de Nijmegen
- IndieLisboa International Film Festival
- Hamburg International Short Film Festival

Baden Baden :
- Berlinale 2016 : sélection Forum[15]
- Sarajevo Film Festival 2016: Kinoscope Program[16]
- Bildrausch festival Bâle 2016: Compétition internationale[17]

Mon légionnaire :
- Festival de Cannes 2021 : sélection Quinzaine des réalisateurs, en compétition pour le prix SACD